# Dƶovhar Carnayev

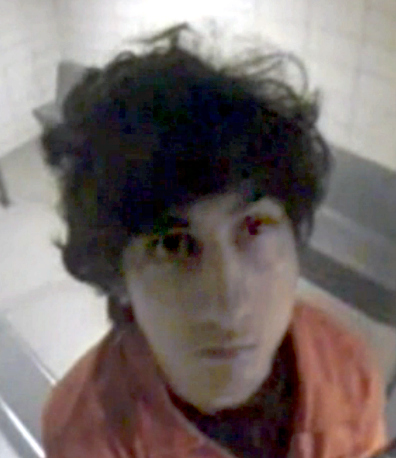
Giohar Țarnaiev în 2013, arestat

Dƶovhar Carnayev (în rusă Джоха́р Анзо́рович Царна́ев, transliterat: Djohár Anzórovici Țarnáev; n. 12 iulie 1993 la Tokmok) este un terorist kirghiz, care, împreună cu fratele său, Tamerlan Țarnaev, este autorul Atentatului de la maratonul din Boston din 15 aprilie 2013 și care s-a soldat cu 3 morți și 264 de persoane rănite.
A fost deferit justiției și la 15 mai 2015 a fost condamnat la moarte.
S-a născut într-o familie islamică ceceno-avară care a emigrat din Cecenia în Kârgâztan (stat în care se naște Țarnaev), în urma expulzărilor operate de regimul sovietic în perioada imediat următoare celui de-al Doilea Război Mondial.
În 2001, familia se mută în Daghestan, ca în anul următor să emigreze în SUA unde solicită azil politic.
În 2007, familia obține rezidența americană.
În septembrie 2011, Țarnaiev intră la University of Massachusetts Dartmouth.
Este descris de colegii săi ca fiind o persoană sociabilă, bine integrată, care stăpânea foarte bine engleza și care nu putea genera suspiciuni.
Motivul pentru care s-a implicat în Atentatul de la maratonul din Boston (conform declarațiilor date la FBI) l-a constituit ostilitatea sa față de politica SUA în raport cu Afganistan și Irak.
Fratele său, Tamerlan, a fost ucis la 19 aprilie 2013, în timpul confruntării cu poliția.
Giohar a fost arestat în ziua următoare.
Condamnarea sa la moarte este în contradicție cu legile statului Massachusetts, chiar dacă majoritatea localnicilor sunt de acord cu aceasta. 
Există riscul ca, prin executarea sa, Giohar Țarnaev să devină un martir pentru admiratorii săi.